# Almindelig penselmos
Almindelig penselmos (Cirriphyllum piliferum) er et almindeligt mos i Danmark på leret og fugtig bund. Det videnskabelige artsnavn piliferum betyder 'endende i et hår' (af latin pilus 'hår' og fero 'bærer'),
Alm. penselmos har åbent fjergrenede skud, hvis trinde grene ender i en karakteristisk hvid, penselformet spids. Sporehuse er meget sjældne.
|                               |
| Den karakteristiske bladspids |